# Abdomegaphobema mesomelas
Espèce
Synonymes
- Eurypelma mesomelas Pocock, 1903

Abdomegaphobema mesomelas est une espèce d'araignées mygalomorphes de la famille des Theraphosidae.

## Distribution
Cette espèce est endémique des Costa Rica. Elle se rencontre dans la cordillère Centrale.

## Description
La carapace des mâles mesurent de 24,0 à 28,0 mm et la carapace des femelles de 26,0 à 36,0 mm.

## Systématique et taxinomie
Cette espèce a été décrite sous le protonyme Eurypelma mesomelas par O. Pickard-Cambridge en 1892. Elle est placée dans le genre Brachypelma par Valerio en 1980, dans le genre Euathlus par Smith en 1991, dans le genre Megaphobema par Schmidt en 1991 puis dans le genre Abdomegaphobema par Sherwood, Gabriel, Peñaherrera-R., Léon-E., Cisneros-Heredia, Brescovit et Lucas en 2023.

## Publication originale
- O. Pickard-Cambridge, 1892 : « Arachnida. Araneida. » Biologia Centrali-Americana, Zoology, vol. 1, p. 89-104 (texte intégral).